# استیون لوکس

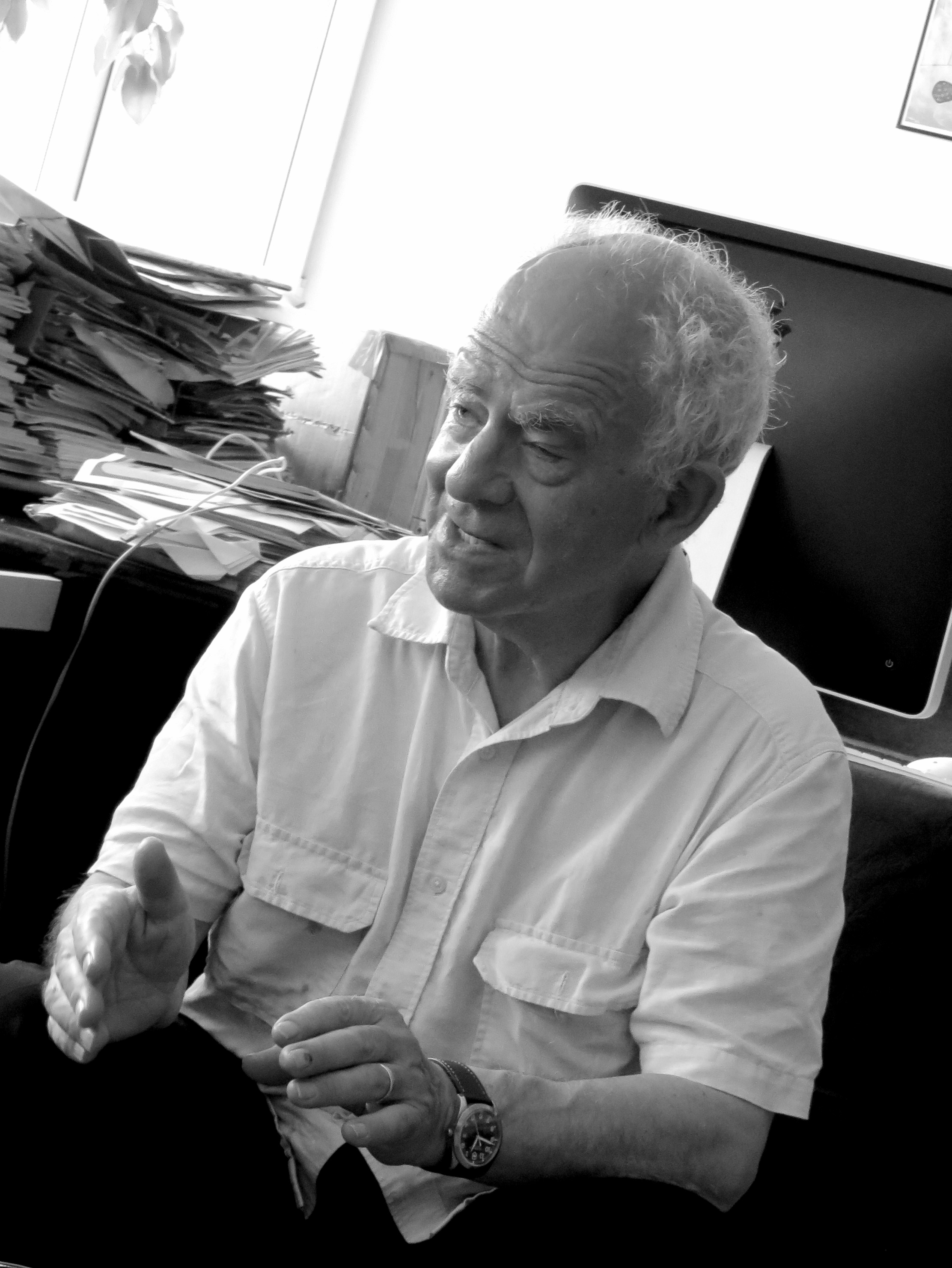
استیون مایکل لوکس - ۲۰۱۴

استیون مایکل لوکس متولد سال ۱۹۴۱، یک نظریه‌پرداز سیاسی و اجتماعی بریتانیایی است. او شهرت خود را به خاطر کارهایش در زمینه قدرت و نظریه اجتماعی کسب کرده است. او کتاب‌های مهمی را منتشر کرده است، از جمله "قدرت: دیدگاهی رادیکال" که در آن ابعاد مختلف قدرت و تأثیر آن بر افراد و جوامع را بررسی می‌کند. لوکس همچنین به زمینه جامعه‌شناسی سیاسی نیز مشغول بوده و در مورد موضوعاتی مانند نظریه اجتماعی، مارکسیسم و فردگرایی تحقیقاتی انجام داده است. آثار لوکس در مطالعه قدرت تأثیر بسزایی داشته و همچنان در محافل علمی به طور گسترده مورد ارجاع و بحث قرار می‌گیرد. لوکس به شیوه‌های مختلف قدرت، از جمله قدرت سیاسی، قدرت اجتماعی و قدرت فرهنگی، توجه داشته و نظریات جدیدی در مورد آنها ارائه کرده است. او در حال حاضر استاد سیاست و جامعه شناسی در دانشگاه نیویورک است و پیش از این استاد دانشگاه سیه‌نا، مؤسسه دانشگاه اروپایی (فلورانس) و دانشکده اقتصاد لندن بوده است. 

### زندگی و حرفه
لوکس در مدرسه گرامر سلطنتی در نیوکاسل اپان تاین تحصیل کرد و تحصیلات خود را  همان‌جا در سال ۱۹۵۸ به پایان رساند. لوکس مدرک تحصیلی کارشناسی خود را در سال ۱۹۶۲ در کالج بالیول ، آکسفورد دریافت کرد. او به عنوان محقق در کالج نوفیلد و به عنوان مدرس سیاست در کالج ورسستر شروع به کار کرد و کارشناسی ارشد خود را در سال ۱۹۶۷ به پایان رساند. اولین کار مهم او، مطالعه کامل زندگی و ایده‌های امیل دورکیم بود و او علاقه شدیدی به سنت دورکیمی در جامعه شناسی و مردم شناسی دارد. او سپس مطالعه ای درباره تاریخچه و معانی گوناگون مفهوم «فردگرایی» منتشر کرد.در سال ۱۹۶۸، دکترای خود را در مورد کار امیل دورکیم به پایان رساند. از سال ۱۹۶۶ تا ۱۹۸۷، او همکار و معلم سیاست در کالج بالیول بود. او عضو آکادمی بریتانیا (FBA) بوده همچنین استاد  در دانشگاه‌ پاریس، دانشگاه نیویورک، دانشگاه کالیفرنیا، سن دیگو و دانشگاه عبری می‌باشد.
او از سال ۱۹۷۴ تا ۱۹۸۳ رئیس کمیته تاریخ جامعه شناسی انجمن بین المللی جامعه شناسی بود و از سال ۱۹۹۵ تا ۱۹۹۶ مدیر انجمن اروپایی شهروندی در مؤسسه دانشگاه اروپا بوده است.

در ماه آوریل ۲۰۰۶، لوکس با مفسر سیاسی و نویسنده، کاتا پولیت، ازدواج کرد که این سومین ازدواج او بود. لوکس قبل از این بیوه بود.  او از ازدواج قبلی خود با وکیل انگلیسی، نینا استنگر، سه فرزند دارد.

### علایق تحصیلی
علایق اصلی لوکس عبارت هستند از نظریه سیاسی و اجتماعی، جامعه شناسی دورکیم و پیروانش، فردگرایی، عقلانیت، مقوله شخص، مارکسیسم و اخلاق، جامعه شناسی اخلاق و اشکال جدید لیبرالیسم، انواع مفاهیم قدرت، مفهوم «جامعه خوب»، عقلانیت و نسبیت، تضاد اخلاقی و سیاست.

او یکی از اعضای هیئت تحریریه مجله اروپایی جامعه شناسی است و یک پروژه تحقیقاتی در مورد آنچه از ایده سوسیالیستی در اروپای غربی و شرقی باقی مانده است را هدایت می کند.

### سه بعد قدرت
یکی از تئوری‌های دانشگاهی لوکس، نظریه «سه چهره از قدرت» است که در کتاب «قدرت: دیدگاه رادیکال» ارائه شده است. این نظریه، مدعی است که قدرت به سه شیوه و طریق اعمال می شود: شیوه‌ی اول: قدرت تصمیم گیری، شیوه‎‌ی دوم: قدرت غیر تصمیم گیری و شیوه‌ی سوم: قدرت ایدئولوژیک. 
۱. قدرت تصمیم‌گیری
قدرت تصمیم گیری عمومی‌ترین بعد از سه شیوه است.  تصمیم گیری فرآیندی است که در آن یک بازیگر، مانند یک فرد یا یک سازمان سیاسی، وضعیت خود را در نظر می گیرد و بر اساس مسیری که خود تعیین کرده است، عمل می‌کند. این بعد مربوط به قدرت منظم و قابل مشاهده است که در روابط قدرتی وجود دارد. این نوع قدرت معمولاً در قوانین، ساختارها و نظام‌های سیاسی قابل تشخیص است. تحلیل این «چهره» بر ترجیحات سیاستی که از طریق کنش سیاسی آشکار می‌شود، متمرکز است. 
مثال: تصمیم‌گیری ممکن است اقدامات اجباری و غیر اجباری را در نظر بگیرد: فردی ممکن است تصمیم بگیرد که صاحبخانه خود را مجبور به نصب هشدارهای دود کند تا از دستورالعمل‌های ایمنی ملی پیروی کند، یا فردی دیگر ممکن است تصمیم بگیرد که در انتخابات مشارکت داشته و رای دهد. در حالی که اقدام اول قهری است و اقدام دوم نه، و با این حال هر دو نمونه‌ای از تصمیم گیری سیاسی هستند. در دو مثال زیر، ابتدا قدرت اجباری و سپس قدرت غیر اجباری شرح داده می‌شوند.
- اگر اسلحه‌ای را روی سر کسی گذاشته شود و درخواست شود که کیفت را به من بده، «بر آن فرد» قدرت وجود دارد. در این مثال، فرد در موقعیتی قرار می‌گیرد که به موجب آن باید کاری را انجام دهد که در غیر این صورت، اگر نمی‌خواهد متحمل بدترین عواقب شود، مجبور به انجام آن خواهد بود.

- قدرت یک شهردار زمانی نشان داده می شود که تصمیم می گیرد مجازات های جدیدی را علیه سرقت مسلحانه اجرا کند. با توجه به اینکه سارقان مسلح قصد سرقت دارند، در این نمونه از نظر اجتماعی قابل قبول‌تر، شهردار شهر با متوقف کردن سارقان در اجرای خواسته هایشان قدرتمند به نظر می‌رسد. [۵]

۲. قدرت غیرتصمیم‌گیری
لوکس معتقد است که قدرت می‌تواند در نحوه تعریف مسائل و انتخاب گزینه‌ها مخفیانه عمل کند. قدرت مخفی به دستاوردهای فرهنگی، نرم‌افزارها و فرایندهای اجتماعی که تأثیر مستقیمی بر رفتارها و نگرش‌ها دارند، اشاره دارد. شیوه‌ی دوم یا قدرت غیرتصمیم‌گیری، آن چیزی است که در بحث‌ها دستور کار را تعیین می‌کند و نیز برخی موضوعات(مثلاً شایستگی‌های سوسیالیسم در ایالات متحده) را برای بحث در مجامع عمومی «مشروع» غیرقابل قبول می‌کند. این بینش، دیدگاهی دوبعدی از قدرت را به تحلیلگر ارائه می‌دهد که به او اجازه می‌دهد هم مسائل فعلی و هم موضوعات احتمالی و پیش‌بینی شده را بررسی کرده و تمرکز بر تعارض قابل مشاهده را به انواعی که ممکن است آشکار یا پنهان مشاهده شوند، گسترش بدهد.  در واقع چهره دوم قدرت شامل کنترل پارامترهای یک بحث است. مثلاً ممکن است کسی بخواهد این کار را انجام دهد تا شرکت کنندگان در بحث حتی نتوانند به مواردی که به نفع آنها است، بپردازند. باچراخ و باراتز (1962) این شکل از قدرت را این‌گونه توصیف می کنند:«تا حدی که یک شخص یا گروه – آگاهانه یا ناآگاهانه – موانعی را برای پخش عمومی تضادهای سیاستی ایجاد یا تقویت کند، آن شخص یا گروه دارای قدرت است». به عبارت دیگر، این چهره قدرت قبل از چهره اول عمل می کند: ممکن است بتوان از تصمیم گیری یا حتی بحث در مورد تصمیم دیگری جلوگیری شود و با انجام این کار، قدرت موجود بر افراد نشان داده شود.
مثال: مجدداً، در اینجا دو مثال از حالتی که ممکن است این نوع قدرت مشاهده شود، آورده شده است. 
- گروهی از شهروندان نگران با لابی موفقیت آمیز برای قوانین سختگیرانه اسلحه و زندان های بیشتر(به جای برنامه های ضد فقر) قدرت خود را بر دستور کار عمومی نشان می دهند. به عنوان مثال، گروهی از شهروندان نگران در واقع یک شهردار شهر را قادر می‌سازد تا قدرتمند باشد: طبق این ، قدرت لزوماً نباید محدود کننده یا مخرب باشد.
- در آتن باستان، اگرچه همه شهروندان می‌توانستند در تصمیم‌گیری‌های سیاسی شرکت کنند، سنا از افراد منتخب تشکیل می‌شد و تعیین می‌کرد که شهروندان در هر روز درباره چه سیاست‌هایی صحبت کنند.[۷]

۳. قدرت ایدئولوژیک
آیا حتی ساده‌تر نخواهد بود اگر به جای جلوگیری از بحث کردن در مورد چیزی، بتوانیم کسی را حتی از درک منافع واقعی خود جلوگیری کنیم؟ لوکس در سال ۲۰۰۵، ادعا کرد که موثرترین و موذیانه‌ترین شکل قدرت این است که در وهله اول از بروز درگیری جلوگیری شود. در واقعیت، این همیشه اتفاق می‌افتد و یکی از مهم ترین موضوعاتی است که در مطالعه سیاست باید به آن پرداخت. این حالت همان بعد سوم قدرت، یا قدرت ایدئولوژیک می‌باشد. این بعد قدرت بر مبنای توانایی تغییر نگرش‌ها، ارزش‌ها و آرزوهای افراد است. لوکس معتقد است که قدرت تقاعدی می‌تواند با تعیین محدوده افکار و تصویرسازی ایده‌ها، تأثیر قابل توجهی بر رفتارها و تصمیم‌گیری‌ها داشته باشند. این نوع قدرت در واقع به فرد اجازه می‌دهد تا بر روی خواسته‌ها و افکار مردم تأثیر بگذارد و حتی آن‌ها را وادار به انجام و تفکر در مورد چیزهایی کند که مخالف منافع شخصی خودشان می‌باشد(یه طور مثال باعث می‌شود زنان از جامعه مردسالار حمایت کنند). لوکس این بعد سوم را به عنوان یک نقد کامل از تمرکز رفتاری دو بعد اول ارائه کرده است  که کاستی‌های دیدگاه‌های قبلی را تکمیل و همچنین تصحیح می‌کند و به تحلیل‌گر اجازه می‌دهد هم تعارض‌های پنهان و هم قابل مشاهده را در بر بگیرد. لوکس مدعی است که نقد کامل قدرت باید هم منافع ذهنی و هم منافع «واقعی»  افرادی که از فرآیند سیاسی کنار گذاشته شده‌اند را در بر بگیرد. 
مثال: 
- با فرض اینکه فقر هم «طبیعی» و هم غیرمرتبط با جرایم اسلحه است، کسانی که از برنامه‌های ضد فقر سود می‌برند (و به احتمال زیاد خشونت و زندان را تجربه می‌کنند) فقدان قدرت خود را در مقایسه با شهروندان نگران نمونه قبلی نشان می دهند.[۱۰]

### آثار و کتاب‌ها
- Lukes, Steven (1972). Émile Durkheim: His Life and Work. New York: Harper & Row.
- Lukes, Steven (1973). Individualism. New York: Harper & Row.
- Lukes, Steven (1974). Power: A Radical View. London: Macmillan.
  - Lukes, Steven (2005). Power: A Radical View (2nd ed.). London: Palgrave Macmillan.
  - Lukes, Steven (2021). Power: A Radical View (3rd ed.). London: Palgrave Macmillan.
- Lukes, Steven (1977). Essays in Social Theory. New York: Columbia University Press.
- Lukes, Steven (1985). Marxism and Morality. Oxford: Clarendon Press.
- Lukes, Steven (1991). Moral Conflict and Politics. Oxford: Clarendon Press.
- Lukes, Steven (1995). The Curious Enlightenment of Professor Caritat. London: Verso.
- Lukes, Steven (2003). Liberals and Cannibals. London: Verso.
- Lukes, Steven (2008). Moral Relativism. London: Picador/Macmillan.